# Санкост-Естейтс (Флорида)
Санкост-Естейтс (англ. Suncoast Estates) — переписна місцевість (CDP) в США, в окрузі Лі штату Флорида. Населення — 4097 осіб (2020).

## Географія
Санкост-Естейтс розташований за координатами 26°42′40″ пн. ш. 81°52′8″ зх. д. / 26.71111° пн. ш. 81.86889° зх. д. (26.711162, -81.868911).  За даними Бюро перепису населення США в 2010 році переписна місцевість мала площу 7,08 км², з яких 7,05 км² — суходіл та 0,03 км² — водойми.

## Демографія
Згідно з переписом 2010 року, у переписній місцевості мешкали 4384 особи в 1633 домогосподарствах у складі 1016 родин. Густота населення становила 620 осіб/км².  Було 1962 помешкання (277/км²).
Расовий склад населення:
| - 92,3 % — білих - 0,9 % — чорних або афроамериканців - 0,5 % — корінних американців - 0,5 % — азіатів - 0,2 % — вихідців з тихоокеанських островів - 3,1 % — осіб інших рас |

До двох чи більше рас належало 2,6 %. Частка іспаномовних становила 10,1 % від усіх жителів.
За віковим діапазоном населення розподілялося таким чином: 24,1 % — особи молодші 18 років, 64,6 % — особи у віці 18—64 років, 11,3 % — особи у віці 65 років та старші. Медіана віку мешканця становила 38,8 року. На 100 осіб жіночої статі у переписній місцевості припадало 105,8 чоловіків;  на 100 жінок у віці від 18 років та старших — 110,6 чоловіків також старших 18 років.
Середній дохід на одне домашнє господарство  становив 33 703 долари США (медіана — 22 540), а середній дохід на одну сім'ю — 31 054 долари (медіана — 22 732). Медіана доходів становила 30 882 долари для чоловіків та 27 870 доларів для жінок. За межею бідності перебувало 40,7 % осіб, у тому числі 71,2 % дітей у віці до 18 років та 2,1 % осіб у віці 65 років та старших.
Цивільне працевлаштоване населення становило 1416 осіб. Основні галузі зайнятості: будівництво — 24,0 %, науковці, спеціалісти, менеджери — 21,2 %, освіта, охорона здоров'я та соціальна допомога — 18,9 %.